# Andreas Romar
Andreas Romar (Korsholm, 4 luglio 1989) è un ex sciatore alpino finlandese che gareggiava soprattutto nelle prove veloci.

## Biografia

### Stagioni 2006-2009
Fratello di Tii-Maria, a sua volta sciatrice alpina, e attivo in gare FIS dal novembre del 2004, Romar ha disputato la sua prima gara di Coppa Europa il 25 novembre 2006 a Salla, senza concludere lo slalom speciale in programma. Il 28 gennaio 2007 ha esordito in Coppa del Mondo, partecipando allo slalom speciale di Kitzbühel nel quale non si è qualificato per la seconda manche. La settimana successiva è stato convocato per i suoi primi Campionati mondiali, Åre 2007, dove si è classificato 42º nella discesa libera, 48º nel supergigante e non ha completato la supercombinata.
Il 4 novembre 2008 ha ottenuto ad Amnéville in slalom indoor il suo primo podio in Coppa Europa (3º) e nel 2009 è stato nuovamente convocato per i Mondiali, disputati questa volta a Val-d'Isère: ha gareggiato solo nello slalom speciale senza qualificarsi per la finale. In marzo è stato poi ai Mondiali juniores di Garmisch-Partenkirchen, dove ha vinto la medaglia di bronzo nella discesa libera alle spalle degli italiani Andy Plank e Dominik Paris.

### Stagioni 2010-2019
Ha esordito ai Giochi olimpici invernali a Vancouver 2010, gareggiando in tutte le specialità (42º nella discesa libera, 30º nello slalom gigante, non ha concluso il supergigante, lo slalom speciale e la supercombinata); il 13 marzo dello stesso anno ha colto a Tarvisio in discesa libera il suo secondo e ultimo podio in Coppa Europa (3º). Ai Mondiali di Garmisch-Partenkirchen 2011 si è piazzato 27º nella discesa libera, 27º nello slalom gigante, 9º nella supercombinata e non ha concluso il supergigante, mentre a quelli di Schladming 2013 è stato 5º nella discesa libera, 17º nel supergigante e 4º nella supercombinata. A causa di un infortunio subito a Lake Louise a fine novembre 2013 ha saltato l'intera stagione 2013-2014.
Ai Mondiali di Vail/Beaver Creek 2015 è stato 31º nella discesa libera, 7º nella combinata e non ha completato il supergigante, mentre ai XXIII Giochi olimpici invernali di Pyeongchang 2018, sua ultima presenza olimpica, si è classificato 31º nella discesa libera e 31º nel supergigante e 24º nella combinata. Ai Mondiali di Åre 2019, suo congedo iridato, è stato 39º nella discesa libera, 20º nella combinata e non ha completato il supergigante. Si è ritirato al termine di quella stessa stagione 2018-2019; la sua ultima gara in Coppa del Mondo (competizione nella quale ha ottenuto come migliori risultati tre settimi posti, tutti in supergigante) è stata il supergigante di Lillehammer Kvitfjell del 3 marzo, che non ha concluso,  e la sua ultima gara in carriera è stata un supergigante FIS disputato a Ylläs il 10 aprile, chiuso da Romar al 4º posto.

## Palmarès

### Mondiali juniores
- 1 medaglia:
  - 1 bronzo (discesa libera a Garmisch-Partenkirchen 2009)

### Coppa del Mondo
- Miglior piazzamento in classifica generale: 38º nel 2012

### Coppa Europa
- Miglior piazzamento in classifica generale: 28º nel 2010
- 2 podi:
  - 2 terzi posti

### Nor-Am Cup
- Miglior piazzamento in classifica generale: 36º nel 2016
- 3 podi:
  - 3 terzi posti

### South American Cup
- Miglior piazzamento in classifica generale: 15º nel 2013
- Vincitore della classifica di discesa libera nel 2013
- 1 podio:
  - 1 vittoria

#### South American Cup - vittorie
| Data             | Località | Paese | Specialità |
| ---------------- | -------- | ----- | ---------- |
| 4 settembre 2012 | La Parva | Cile  | DH         |

Legenda:

DH = discesa libera

### Campionati finlandesi
- 14 medaglie[2]:
  - 7 ori (slalom gigante, slalom speciale nel 2011; discesa libera, combinata nel 2017; discesa libera, supergigante nel 2018; discesa libera nel 2019)
  - 4 argenti (slalom gigante nel 2010; slalom gigante, slalom speciale nel 2012; supergigante nel 2019)
  - 3 bronzi (slalom speciale nel 2010; supergigante nel 2017; combinata nel 2018)